# راب کیرنان
راب کیرنان (انگلیسی: Rob Kiernan؛ زادهٔ ۱۳ ژانویهٔ ۱۹۹۱) بازیکن فوتبال اهل جمهوری ایرلند است.
از باشگاه‌هایی که در آن بازی کرده است می‌توان به باشگاه فوتبال وایکام واندررز، باشگاه فوتبال ساوتند یونایتد، باشگاه فوتبال کیلمارنوک، باشگاه فوتبال ویگان اتلتیک، باشگاه فوتبال اورنج کانتی، باشگاه فوتبال رنجرز، باشگاه فوتبال برادفورد سیتی، باشگاه فوتبال بیرمنگام سیتی، باشگاه فوتبال آکرینگتون استنلی، باشگاه فوتبال یئوویل تاون، باشگاه فوتبال برتون آلبیون، باشگاه فوتبال واتفورد، و باشگاه فوتبال برنتفورد اشاره کرد.